# 전원주
전원주(全元珠, 1939년 9월 20일 ~ )은 대한민국의 배우이다. 1960년 CBS 공채 5기, 1963년 연극배우로 데뷔하였으며, 같은 해 DBS 1기 성우로 공채되었다.

## 경력
- 1963년 DBS 동아방송 1기 공채 성우 입사
- 1972년 TBC 동양방송 특채 탤런트
- 한나라당 상임위원(2008. 1.~2008. 3.)
- 새누리당 전임위원(2012. 8.~2013. 1.)

## 수상 경력
- 1992년 KBS 연기대상 우정상
- 1998년 제35회 저축의 날 국민포장
- 1998년 대한민국광고대상 특별상
- 1999년 SBS 연기대상 공로상
- 2006년 제28회 에너지절약촉진대회 산업포장
- 2019년도 불자대상

## 주요 출연작

### 드라마
- 《어머님 날 낳으시고》
- 《남매》(KBS)
- 《꾸러기합창》(KBS)
- 《혼자 사는 여자》(KBS)
- 《불꽃놀이》(KBS)
- 《그러게 말야》(KBS)
- 《사랑의 화원》(KBS)
- 《산유화》(KBS)
- 《진주탑》(KBS)
- 《어머니의 노래》(KBS)
- 《사랑의 굴레》(KBS)
- 《꽃 피고 새 울면》(KBS)
- 《서울뚝배기》(KBS) - 고 여사 역
- 《대추나무 사랑걸렸네》(KBS) - 하성 댁 역
- 《밥상을 차리는 여자》(KBS)
- 《남편의 여자》(KBS)
- 《TV 손자병법》(KBS)
- 《엄마는 출장중》(KBS)
- 《신 손자병법》(KBS)
- 《엄마의 바다》(MBC)
- 《밤이면 밤마다》(MBC) - 박말순 역
- 《고맙습니다》(MBC) - 송창자 역
- 《발칙한 여자들》(MBC) - 추길연 역
- 《순풍산부인과》(SBS) - 말복엄마 역
- 《LA아리랑》(SBS)
- 《남자 셋 여자 셋》(MBC) - 김진 엄마, 전원주 역으로 비고정 출연
- 《여자 대 여자》(MBC)
- 《7인의 신부》(SBS) - 한주리 역
- 《토마토》(SBS) - 방음심 역
- 《퀸》(SBS) - 최반장 역
- 《헬로우 닥터》(iTV)
- 《세 친구》(MBC) - 안연홍 엄마, 이수나가 라디오 청취하던 라디오 사극 드라마 성우(조선 시대 왕궁 궁궐 대전상궁 배역) 역으로 목소리 출연
- 《대박가족》(SBS)
- 《학교 3》(KBS) - 교감 전경희 (19회~) 역
- 《요정 컴미》(KBS) - 유모 버그 역
- 《울라불라 블루짱》(KBS) - 안숙녀 역
- 《단팥빵》(MBC) - 인하초등학교 인근 빵집 주인 역(특별출연)
- 《KBS 드라마 시티 - 명문대가 뭐길래》(KBS) - 설 마 역
- 《미남이시네요》(SBS) - 고재현의 고향에 사는 할머니 역
- 《마주보며 웃어》(EBS)
- 《김치왕》(Sky 3D)
- 《맏이》(JTBC)
- 《천상의 화원 곰배령》(채널A)
- 《선녀가 필요해》(KBS) - 선녀 대왕모 역
- 《총리와 나》(KBS) - 나영순 역
- 《순금의 땅》(KBS) - 주모 역
- 《멘탈사수》(MBC Music)
- 《황금거탑》(tvN) - 백봉기 모 역
- 《딱 너 같은 딸》(MBC) - 말년 역
- 《오! 할매》(KBS1) - 허복례 역
- 《미씽9》(MBC) - 노인정 할머니 역
- 《KBS 드라마 스페셜 - 엄마의 세 번째 결혼》(KBS2) - 복지관에서 사진 찍은 할머니 역(특별출연)
- 《귀신과 산다》(웹드라마) - 무당 신명아 역
- 《신사와 아가씨》(KBS2) - 할머니 역(특별출연)
- 《효심이네 각자도생》(KBS2) - 방끝순 역

### 예능
- 《가족오락관》(KBS)
- 《코미디 세상만사》(KBS)
- 《위기탈출 넘버원》(KBS)
- 《구수한 세상 누룽지》(KBS)
- 《10시! 임성훈입니다》(MBC)
- 《천 개의 비밀 어메이징 스토리》(채널A)
- 《TV는 사랑을 싣고》(KBS)
- 《미스터리 음악쇼 복면가왕》(MBC)

### 영화
- 2014년 《제4 이노베이터》 - 영미 母 역
- 2011년 《평양성》
- 2010년 《독짓는 늙은이》
- 2008년 《쉿! 그녀에겐 비밀이에요》
- 2007년 《저 하늘에도 슬픔이》, 《이장과 군수》
- 2004년 《클레멘타인》
- 2004년 《어린 신부》
- 2003년 《황산벌》
- 2002년 《휘파람 공주》
- 2001년 《흑수선》
- 1998년 《키스할까요?》
- 1996년 《나에게 오라》
- 1989년 《밀월》
- 1988년 《스파크맨》, 《가루지기》
- 1976년 《걷지말고 뛰어라》
- 1975년 《나는 어떡하라고》
- 1975년 《가수왕》
- 1974년 《별들의 고향》

### CF
- 1975년 "롯데웰푸드 스틱캔디"
- 1998년 "LG유플러스 국제전화 002" - 축구공
- 1998년 "LG유플러스 국제전화 002" - 엄마1
- 1998년 "LG유플러스 국제전화 002" - 전원주
- 1998년 "LG유플러스 국제전화 002" - 지붕위
- 1998년 "삼성전자 삼성 문단속 따로따로"
- 1998년 "헨켈홈케어코리아 홈매트 홈키파"
- 1999년 "롱키본"
- 2000년 - 2001년 "명인제약 콜그린"
- 2000년 - 2002년 "명인제약 이가탄"
- 2001년 "롯데칠성 히야 (한고은 목소리)"
- 2003년 "농협 농림수산식품부 HACCP"
- 2011년 "둘둘기획 1588 18000"
- 2011년 "지엔지커머스 QQOOK"
- 2016년 "국제식품(부산광역시)"

## 가족
- 배우자: 임진호(사별)
- 자녀: 2남